# Plounéour-Ménez

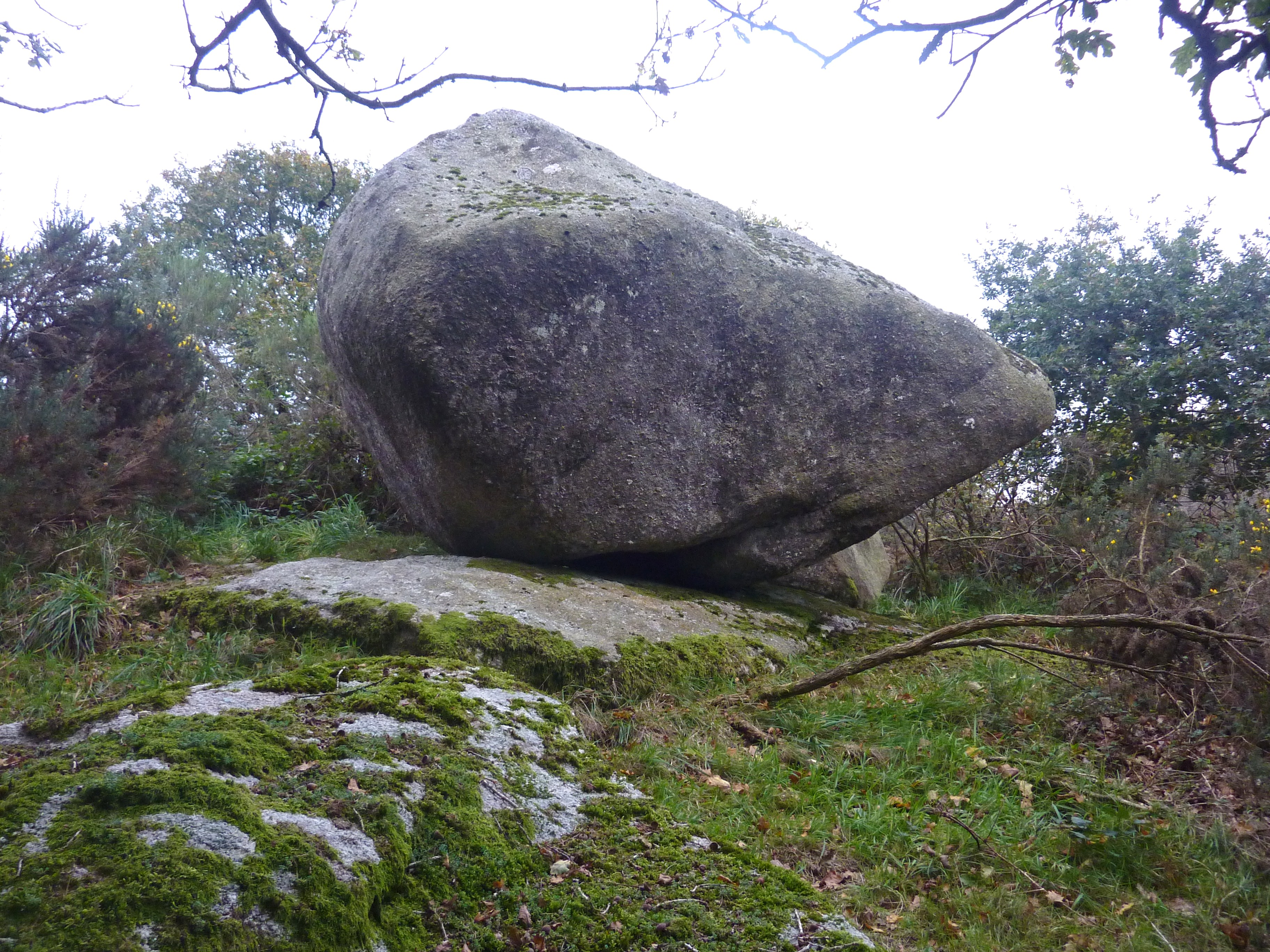
Der Wackelstein von Plounéour-Ménez

Plounéour-Ménez (bretonisch Plouneour-Menez) ist eine französische Gemeinde mit 1298 Einwohnern (Stand 1. Januar 2022) im Norden der Bretagne im Département Finistère. Auf dem Gemeindegebiet liegt das ehemalige Kloster Le Relec.

## Geographie
Der Ort befindet sich am Nordrand des Höhenzuges Monts d’Arrée im Regionalen Naturpark Armorique (französisch Parc naturel régional d’Armorique) und beherbergt mit dem Roc’h Ruz den höchsten Berg der Bretagne. Die Atlantikküste bei der Bucht Rade de Morlaix liegt gut 22 Kilometer nördlich.
Morlaix liegt 16 Kilometer nördlich, Brest 45 Kilometer westlich und Paris etwa 450 Kilometer östlich (Angaben in Luftlinie). Im Gemeindegebiet entspringt der Fluss Penzé.

## Verkehr
Bei Morlaix und Pleyber-Christ befinden sich Abfahrten an der Schnellstraße E 50 (Brest–Rennes) und Regionalbahnhöfe an der überwiegend parallel verlaufenden Bahnlinie. Nahe den Großstädten Brest und Rennes befinden sich Regionalflughäfen.

## Bevölkerungsentwicklung
| Jahr                       | 1962 | 1968 | 1975 | 1982 | 1990 | 1999 | 2010 | 2017 |
| Einwohner                  | 1518 | 1396 | 1208 | 1211 | 1100 | 1165 | 1265 | 1246 |
| Quellen: Cassini und INSEE |      |      |      |      |      |      |      |      |

## Sehenswürdigkeiten

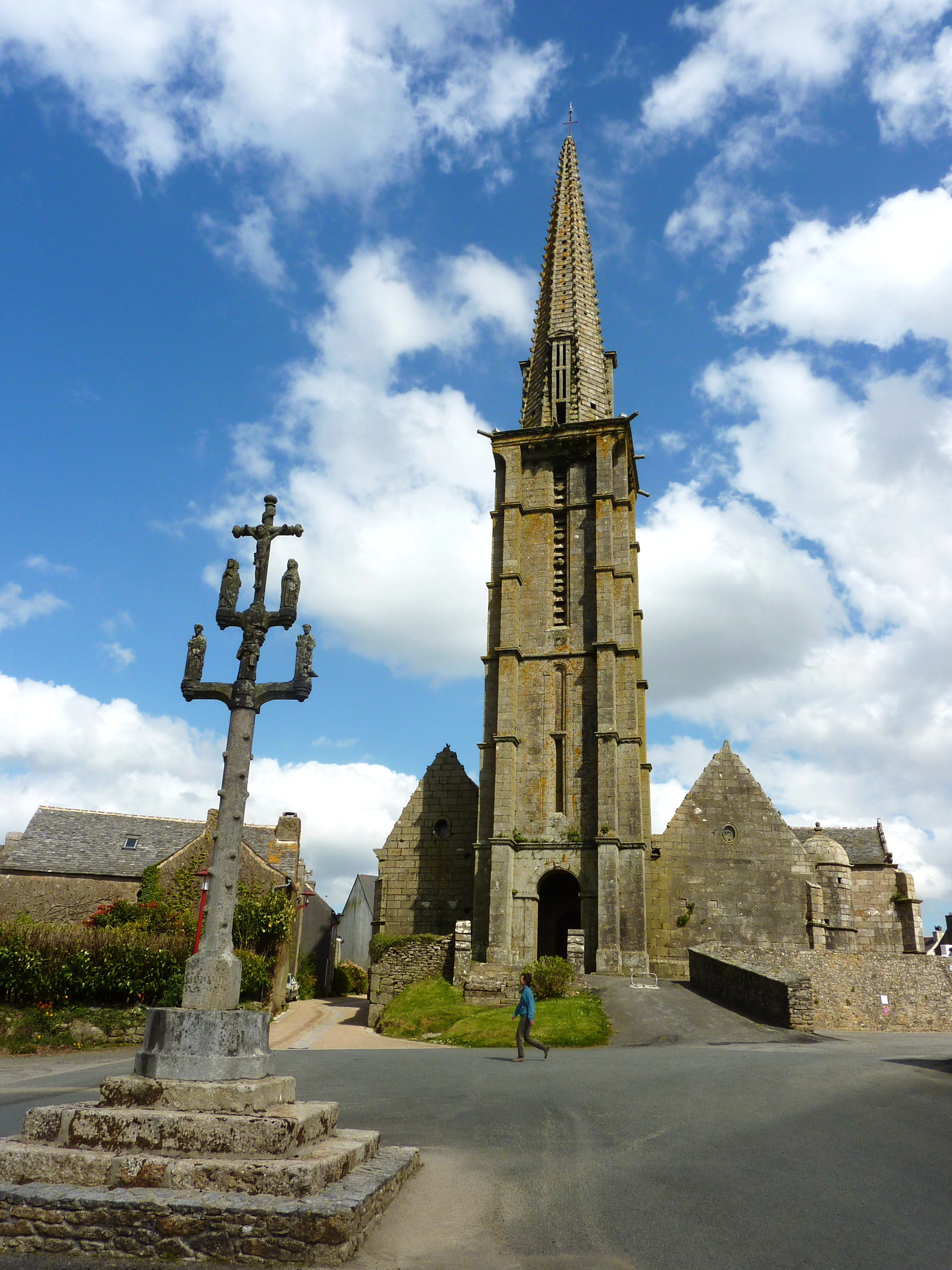
Kirche Saint-Yves

Siehe: Liste der Monuments historiques in Plounéour-Ménez